# Varese Calcio 1971-1972
Questa voce raccoglie le informazioni riguardanti il Varese Calcio nelle competizioni ufficiali della stagione 1971-1972.

## Stagione
Per cercare di raggiungere la salvezza, il Varese cambia tre allenatori nel corso di questa tribolata stagione.
In 30 partite raccoglie 5 punti nel girone di andata e 8 punti nel ritorno, con una sola vittoria ottenuta a Vicenza (vinto 4-0) nella penultima giornata. Delle tredici reti messe a segno 5 le realizza Carlo Petrini, mentre 4 sono i centri di Ariedo Braida. 
Il Varese in Coppa Italia viene inserito nel gruppo 1 di qualificazione, dove arriva al primo posto a pari punti con l'Inter, ma lascia il passo ai milanesi per peggior differenza reti.
Nelle quattro gare ottiene più di quanto raccolse in campionato: due vittorie e due pareggi.

## Rosa
| N. |                   | Ruolo | Calciatore            |
| -- | ----------------- | ----- | --------------------- |
|    | Italia (bandiera) | P     | Mario Barluzzi        |
|    | Italia (bandiera) | P     | Leopoldo Fabris       |
|    | Italia (bandiera) | P     | Aldo Nardin           |
|    | Italia (bandiera) | D     | Massimo Arrighi       |
|    | Italia (bandiera) | D     | Ambrogio Borghi       |
|    | Italia (bandiera) | D     | Giorgio Morini        |
|    | Italia (bandiera) | D     | Angelo Rimbano        |
|    | Italia (bandiera) | D     | Gabriele Andena       |
|    | Italia (bandiera) | D     | Giorgio Valmassoi     |
|    | Italia (bandiera) | D     | Dario Dolci           |
|    | Italia (bandiera) | D     | Giorgio Dellagiovanna |

| N. |                   | Ruolo | Calciatore          |
| -- | ----------------- | ----- | ------------------- |
|    | Italia (bandiera) | C     | Lionello Massimelli |
|    | Italia (bandiera) | C     | Patrizio Bonafè     |
|    | Italia (bandiera) | C     | Giuseppe Tamborini  |
|    | Italia (bandiera) | C     | Italo Bonatti       |
|    | Italia (bandiera) | C     | Giovanni Trapattoni |
|    | Italia (bandiera) | C     | Riccardo Mascheroni |
|    | Italia (bandiera) | A     | Gabriele Omizzolo   |
|    | Italia (bandiera) | A     | Gaspare Umile       |
|    | Italia (bandiera) | A     | Arrigo Dolso        |
|    | Italia (bandiera) | A     | Carlo Petrini       |
|    | Italia (bandiera) | A     | Ariedo Braida       |

Romanazzi terzino sinistro /rosa fine

## Risultati

### Serie A

#### Girone di andata
| Arbitro: | Angonese (Mestre) |

|  |           |           |
|  | Marcatori | 28’ Prati |

| Arbitro: | Mascali (Desenzano del Garda) |

|           |           |  |
| Rizzo 60’ | Marcatori |  |

| Arbitro: | Bernardis (Roma) |

|                                 |           |                    |
| Petrini 80’ Crivelli 82’ (aut.) | Marcatori | 35’ Sala 48’ Luppi |

| Arbitro: | Toselli (Cormons) |

|  |           |            |
|  | Marcatori | 84’ Macchi |

| Arbitro: | Gonella (Torino) |

|             |           |             |
| Banelli 37’ | Marcatori | 83’ Petrini |

| Arbitro: | Michelotti (Parma) |

|             |           |                             |
| Petrini 24’ | Marcatori | 2’, 70’ Zigoni 41’ Petrelli |

| Varese 28 novembre 1971 7ª giornata | Varese          | 0 – 0 | Verona | Stadio Franco Ossola\| Arbitro: \| Giunti (Arezzo) \| |
| Arbitro:                            | Giunti (Arezzo) |       |        |                                                       |

| Arbitro: | Trono (Torino) |

|          |           |  |
| Moro 27’ | Marcatori |  |

| Arbitro: | Lo Bello (Siracusa) |

|  |           |            |
|  | Marcatori | 21’ Causio |

| Arbitro: | Angonese (Mestre) |

|                 |           |                       |
| Carelli 2’, 38’ | Marcatori | 24’ Morini 37’ Braida |

| Arbitro: | Pieroni (Roma) |

|                              |           |  |
| Cristin 1’ Suarez 19’ (rig.) | Marcatori |  |

| Arbitro: | Francescon (Padova) |

|  |           |                         |
|  | Marcatori | 11’ Domenghini 31’ Riva |

| Arbitro: | Menegali (Roma) |

|                    |           |  |
| Rimbano 69’ (aut.) | Marcatori |  |

| Varese 16 gennaio 1972 14ª giornata | Varese          | 0 – 0 | Lanerossi Vicenza | Stadio Franco Ossola\| Arbitro: \| Serafino (Roma) \| |
| Arbitro:                            | Serafino (Roma) |       |                   |                                                       |

| Arbitro: | Branzoni (Pavia) |

|                            |           |  |
| Boninsegna 60’ Mazzola 87’ | Marcatori |  |

#### Girone di ritorno
| Arbitro: | Calì (Roma) |

|                                                |           |                     |
| Benetti 48’ Villa 58’ Dellagiovanna 88’ (aut.) | Marcatori | 54’ (aut.) Sabadini |

| Varese 6 febbraio 1972 17ª giornata | Varese            | 0 – 0 | Bologna | Stadio Franco Ossola\| Arbitro: \| Angonese (Mestre) \| |
| Arbitro:                            | Angonese (Mestre) |       |         |                                                         |

| Arbitro: | Giunti (Arezzo) |

|                            |           |  |
| Bonatti 9’ (aut.) Sala 44’ | Marcatori |  |

| Arbitro: | Cantelli (Firenze) |

|                             |           |  |
| Improta 29’, 55’ Perego 60’ | Marcatori |  |

| Arbitro: | Lattanzi (Roma) |

|            |           |                   |
| Braida 18’ | Marcatori | 86’ (rig.) Spelta |

| Roma 12 marzo 1972 21ª giornata | Roma                | 0 – 0 | Varese | Stadio Olimpico\| Arbitro: \| Panzino (Catanzaro) \| |
| Arbitro:                        | Panzino (Catanzaro) |       |        |                                                      |

| Arbitro: | Serafino (Roma) |

|           |           |           |
| Orazi 34’ | Marcatori | 44’ Umile |

| Arbitro: | Porcelli (Lodi) |

|  |           |             |
|  | Marcatori | 64’ Bianchi |

| Arbitro: | Michelotti (Parma) |

|            |           |  |
| Haller 41’ | Marcatori |  |

| Arbitro: | Trinchieri (Reggio Emilia) |

|                                 |           |                                              |
| Morini 1’ (rig.) Mascheroni 42’ | Marcatori | 14’ Masiello 48’ Tonghini 85’ (rig.) Panizza |

| Arbitro: | Moretto (San Donà di Piave) |

|  |           |              |
|  | Marcatori | 34’ Spadetto |

| Arbitro: | Calì (Roma) |

|          |           |            |
| Riva 19’ | Marcatori | 6’ Petrini |

| Arbitro: | Stagnoli (Bologna) |

|             |           |           |
| Petrini 39’ | Marcatori | 55’ Scala |

| Arbitro: | Ciacci (Firenze) |

|  |           |                                           |
|  | Marcatori | 52’ Massimelli 54’, 88’ Braida 72’ Morini |

| Arbitro: | Panzino (Catanzaro) |

|  |           |                                              |
|  | Marcatori | 27’ Boninsegna 62’ Pellizzaro 76’ Frustalupi |

### Coppa Italia

#### Primo turno
| Como 29 agosto 1971 1ª giornata | Como             | 0 – 0 | Varese | Stadio Giuseppe Sinigaglia\| Arbitro: \| Casarin (Milano) \| |
| Arbitro:                        | Casarin (Milano) |       |        |                                                              |

| Arbitro: | Michelotti (Parma) |

|            |           |          |
| Borghi 59’ | Marcatori | 11’ Ghio |

| Arbitro: | Trono (Torino) |

|  |           |                  |
|  | Marcatori | 1’ (aut.) Facchi |

| Arbitro: | Reggiani (Bologna) |

|                         |           |  |
| Bonatti 62’ Petrini 80’ | Marcatori |  |

## Statistiche

### Statistiche di squadra
| Competizione | Punti | In casa | In casa | In casa | In casa | In casa | In casa | In trasferta | In trasferta | In trasferta | In trasferta | In trasferta | In trasferta | Totale | Totale | Totale | Totale | Totale | Totale | DR  |
| Competizione | Punti | G       | V       | N       | P       | Gf      | Gs      | G            | V            | N            | P            | Gf           | Gs           | G      | V      | N      | P      | Gf     | Gs     | DR  |
| ------------ | ----- | ------- | ------- | ------- | ------- | ------- | ------- | ------------ | ------------ | ------------ | ------------ | ------------ | ------------ | ------ | ------ | ------ | ------ | ------ | ------ | --- |
| Serie A      | 13    | 15      | 0       | 6       | 9       | 7       | 21      | 15           | 1            | 5            | 9            | 10           | 21           | 30     | 1      | 11     | 18     | 17     | 42     | -25 |
| Coppa Italia | 6     | 2       | 1       | 1       | 0       | 3       | 1       | 2            | 1            | 1            | 0            | 1            | 0            | 4      | 2      | 2      | 0      | 4      | 1      | +3  |
| Totale       |       | 17      | 1       | 7       | 9       | 10      | 22      | 17           | 2            | 6            | 9            | 11           | 21           | 34     | 3      | 13     | 18     | 21     | 43     | -22 |

### Statistiche dei giocatori
| Giocatore        | Serie A  | Serie A | Coppa Italia | Coppa Italia | Totale   | Totale |
| Giocatore        | Presenze | Reti    | Presenze     | Reti         | Presenze | Reti   |
| ---------------- | -------- | ------- | ------------ | ------------ | -------- | ------ |
| G. Andena        | 10       | 0       | ?            | ?            | 10+      | 0+     |
| M. Barluzzi      | 7        | -10     | ?            | ?            | 7+       | -10+   |
| P. Bonafè        | 15       | 0       | ?            | ?            | 15+      | 0+     |
| I. Bonatti       | 20       | 0       | ?            | ?            | 20+      | 0+     |
| A. Borghi        | 14       | 0       | ?            | ?            | 14+      | 0+     |
| A. Braida        | 24       | 4       | ?            | ?            | 24+      | 4+     |
| G. Dellagiovanna | 28       | 0       | ?            | ?            | 28+      | 0+     |
| D. Dolci         | 30       | 0       | ?            | ?            | 30+      | 0+     |
| A. Dolso         | 15       | 0       | ?            | ?            | 15+      | 0+     |
| L. Fabris        | 5        | -6      | ?            | ?            | 5+       | -6+    |
| R. Mascheroni    | 21       | 1       | ?            | ?            | 21+      | 1+     |
| L. Massimelli    | 9        | 1       | ?            | ?            | 9+       | 1+     |
| G. Morini        | 26       | 3       | ?            | ?            | 26+      | 3+     |
| A. Nardin        | 18       | -26     | ?            | ?            | 18+      | -26+   |
| G. Omizzolo      | 3        | 0       | ?            | ?            | 3+       | 0+     |
| C. Petrini       | 19       | 5       | ?            | ?            | 19+      | 5+     |
| A. Rimbano       | 24       | 0       | ?            | ?            | 24+      | 0+     |
| G. Tamborini     | 23       | 0       | ?            | ?            | 23+      | 0+     |
| G. Trapattoni    | 10       | 0       | ?            | ?            | 10+      | 0+     |
| G. Umile         | 18       | 1       | ?            | ?            | 18+      | 1+     |
| G. Valmassoi     | 16       | 0       | ?            | ?            | 16+      | 0+     |